# MACLA-65
MACLA-65 fou un moviment cultural i un col·lectiu artístic multidisciplinar sorgit a Tortosa durant el franquisme. El pintor Frederic Mauri i Pallarès i l'escriptor Manuel Pérez Bonfill en foren els principals impulsors. El col·lectiu es va crear al voltant del Club Universitari Dertusa, i es va nodrir de joves artistes procedents de l'Escola Taller d'Art de la Diputació de Tarragona a Tortosa, creada el 1952. El grup es va abocar a un art de caràcter realista i amb una forta vocació social i popular, fins a esdevenir un instrument de reivindicació i conscienciació política, i d'oposició al règim franquista. Tots els seus membres van ser militants polítics d'esquerres, i fins i tot alguns van patir la repressió franquista. El grup es va dissoldre l'any 1969 per les represalies franquistes.
La tria del nom de MACLA va ser una qüestió de pur atzar, en obrir a l'atzar un diccionari, i aparèixer aquesta paraula, que significa "formes geomètriques que es cristal·litzen en una unitat.
Van formar part del col·lectiu el dissenyador i escultor Ferran Cartes i Yerro, el pintor Albert Fabà i Llatse, Joan Antoni Blanc, l'escriptora Zoraida Burgos i Matheu, Agustí Forner, el pintor Jaume Rocamora i Cardona, l'escultora i pintora Cinta Sabaté i Querol, Ferran Chavarría, Lluís Montagut i Ferran Vilàs, entre d'altres.